# Mursko Središće
Mursko Središće est une ville et une municipalité située dans le comitat de Međimurje, en Croatie. Au recensement de 2001, la municipalité comptait 6 548 habitants, dont 95,60 % de Croates et la ville seule comptait 3 322 habitants.

## Localités
La municipalité de Mursko Središće compte 5 localités : 
- Hlapičina
- Križovec
- Mursko Središće
- Peklenica
- Štrukovec